# Aldingian
Het Aldingian is een geologisch tijdvak dat wordt gebruikt in Australië. Het duurt van 36 tot 33 miljoen jaar geleden en omspant daarmee de periode van het Laat-Eoceen tot het Vroeg-Oligoceen. Het Aldingian wordt voorafgegaan door het Johannian.